# Alix Lynx
Alix Lynx (Estado de Nueva York; 17 de mayo de 1989) es una actriz pornográfica estadounidense.
Según ella relata, fue criada en un pueblo cerca de Nueva York por sus padres, un padre que trabajaba a la construcción y una madre funcionaria al departamento de salud. Se sacó el graduado de educación secundaria y después estudió en la universidad pública, donde se sacó la carrera de comunicaciones en tres años, a pesar de estar calculado para ser de cuatro años, y después el Bachelor of Artes en transmisión televisiva. Se sacó un máster en administración de empresas mientras trabajaba de modelo de promoción. Trabajó de relaciones públicas a una empresa después de ascender de auxiliar de ejecutiva contable. La empresa cerró y entró a trabajar como gestora de marketing social. Trabajó en sitios web de Webcam y finalmente dejó de trabajar a una oficina.
Desde que vio un documental a los 15 o 16 años sobre Playboy, quiso ser actriz porno. El 2014 empezó a trabajar en la industria cinemática de la pornografía como actriz. Trabajó con Hustler Video, Allgirlmassage.com, Girlfriends Films y Girls Gone Wild. En 2015 trabajó durante seis meses para Brazzers, y actualmente trabaja con OC Modeling.